# Mariusz Ujek
Mariusz Ujek, né le 6 décembre 1977 à Lubin, est un footballeur polonais. Il est attaquant.

## Carrière
- 1995 :  Stal Chocianów
- 1996 :  Zagłębie Lubin
- 1997 :  Chrobry Głogów
- 1997–1998 :  BKS Bolesławiec
- 1998 :  FC Singen 04
- 1999 :  RKS Radomsko
- 1999 :  Kuźnia Jawor
- 2000–2001 :  Górnik Polkowice
- 2002 :  Odra Opole
- 2002–2005 :  Zagłębie Sosnowiec
- 2005–2010 :  GKS Bełchatów
- 2010 :  Polonia Bytom
- 2011 :  Warta Poznań
- 2012 :  Włókniarz Zelów
- 2013 :  Zjednoczeni Bełchatów
- 2014 :  Polonia Varsovie

### Palmarès
- Vice-champion de Pologne : 2007
- Finaliste de la Coupe de la Ligue polonaise : 2007
- Finaliste de la Supercoupe de Pologne : 2007